# Silla presidencial de México
La Silla Presidencial es en México uno de los objetos, atributos y emblemas que, junto con la banda presidencial, es considerado un distintivo del cargo de Presidente de la República. Como objeto material e histórico, ha tenido al menos dos representaciones que, aunque nunca han sido oficializadas por decreto, reglamento o protocolo, tradicionalmente se les señala como las dos Sillas Presidenciales.
La primera fabricada en 1867 para el presidente Benito Juárez y que actualmente se exhibe en el Museo de Palacio Nacional, pero que por diferentes obras artísticas se relaciona más con el presidente Porfirio Díaz y la dictadura que encabezó; la segunda que fue hecha por encargo del mismo Porfirio Díaz entre 1904 y 1906, se vincula más con los gobiernos posteriores a la Revolución Mexicana, que a Díaz; por ejemplo, casi todos los presidentes desde 1917 se han tomado la fotografía oficial sentados en ella junto a una bandera y usando la banda presidencial. 
Esta silla se encuentra actualmente en el Palacio Nacional como parte del mobiliario para uso exclusivo del Presidente de México; en público, por su simbolismo popular, es usada en actividades protocolarias. Dentro del mismo recinto ejecutivo en cada salón de las áreas protocolarias existe una silla o sillón por cada uno, que por su ornamentación (un escudo nacional como cabecera), son en los hechos también «sillas presidenciales». También, existe un uso retórico y simbólico del término «silla presidencial» a lo largo de la historia, principalmente, para referirse al cargo presidencial, o al poder político conferido al puesto de Presidente de México.

## Historia

### Antecedentes

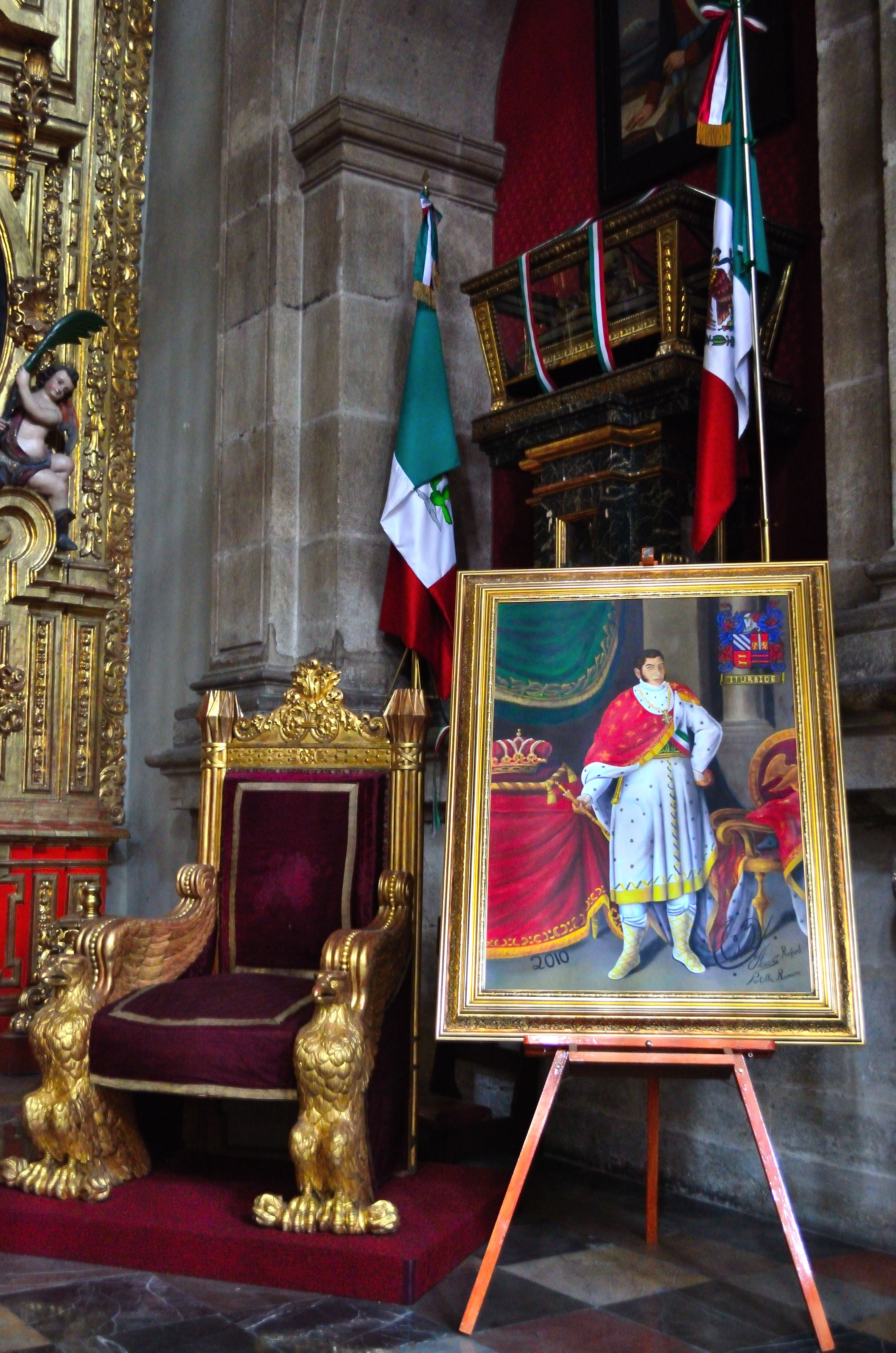
Trono de Agustín de Iturbide en la Catedral Metropolitana de México.

Bajo las tradiciones europeas e indígenas americanas, las cabezas de gobierno y estado se les ha distinguido con títulos o sitios que muestran su supremacía sobre los demás habitantes o personas con poder político, por ejemplo en el aspecto de títulos, entre los indígenas nahuas se daba el título de Tlatoani (el que habla) al que tenía voz de calidad en el gobierno del estado, por lo mismo durante sus presentaciones en público se le situaba en un lugar de distinción, con un mueble especialmente hecho para eso, como dejó dicho Bernal Díaz del Castillo.

Como el gran Montezuma hubo comido y supo que nuestro capitán y todos nosotros hacía buen rato que habíamos hecho lo mismo, vino a nuestro aposento con gran copia de principales, todos deudos suyos, y con gran pompa. Como a Cortés le dijeron que venía, le salió a mitad de la sala a recibir, y Montezuma le tomó por la mano. Trajeron unos como asentadores hechos a su usanza, muy ricos y labrados de muchas maneras con oro. Y Montezuma dijo a nuestro capitán que se sentase, y se asentaron entrambos cada uno en el suyo.

Luego de la conquista y construido el Palacio Virreinal, en lo que hoy es el Salón de Recepciones se construyó un trono con dos sillas especialmente adornadas para el monarca español y su esposa, ambas bajo un palio y un manto que cambiaba con el escudo de cada uno de los reyes españoles, de ese trono se tienen pocos registros, nunca fue usado, estaba preparado para recibir a algún monarca español que visitara la Ciudad de México; cuando el Virrey hacía actos oficiales en ese salón, usaba una silla cualquiera situada debajo y a la derecha de la plataforma donde se ubicaban las sillas del trono, como un distintivo de su supremacía política, pero nunca se menciona que fuera una silla especial, al contrario de lo que pasaba con el monarca y su consorte.
Al final del Virreinato de la Nueva España solo se sabe que el Salón del Trono fue remodelado y renombrado como Salón del Solio, para que en el hiciera las recepciones oficiales el nuevo monarca mexicano Agustín I. Durante esta etapa se supone que una banca de dos posiciones fue usada como silla para uso exclusivo del emperador, pero no se tiene información oficial de ello y como serían los Protocolos del Palacio; por otro lado en la Catedral Metropolitana de México (dentro de la Capilla de San Felipe de Jesús, donde también están los restos del monarca) se resguarda una silla de madera recubierta con hoja de oro y tapizada de terciopelo, que fue el trono de Agustín de Iturbide, y de la que hay una copia en el Museo Nacional de las Intervenciones en Churubusco. A la caída del Primer Imperio Mexicano el Salón del Solio, que no se había acabado de remodelar, se renombró como Salón de Recepciones, de esta etapa no se sabe con certeza de alguna silla en este de uso especial para los presidentes, pero si en el Salón de Sesiones que tenía el Congreso en el mismo Palacio Nacional, en este existía un par de sillones que presidían el recinto, ambos eran de madera y estaban tapizados de terciopelo rojo, situados bajo un palio y una imagen de la Virgen de Guadalupe, esas sillas se destruyeron en 1878 y no se sabe que estuvieran marcadas de algún modo para distinguir donde se situaban el presidente y el presidente del congreso, los únicos que podían sentarse en ellas.

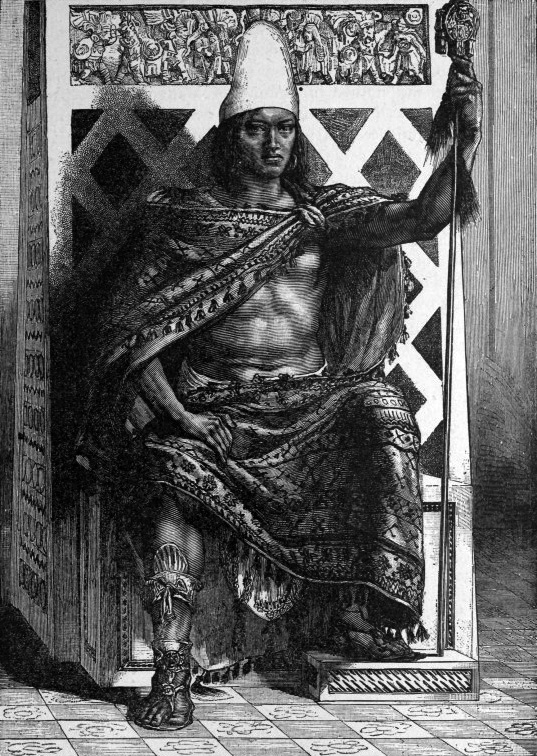
Motēcuhzōmā Xocoyotzīn (1466-29 de junio de 1520) Huey Tlatoani de México-Tenochtitlan (1502-1520). Nótese que en esta litografía europea se le muestra sentado en una especie de trono de piedra.
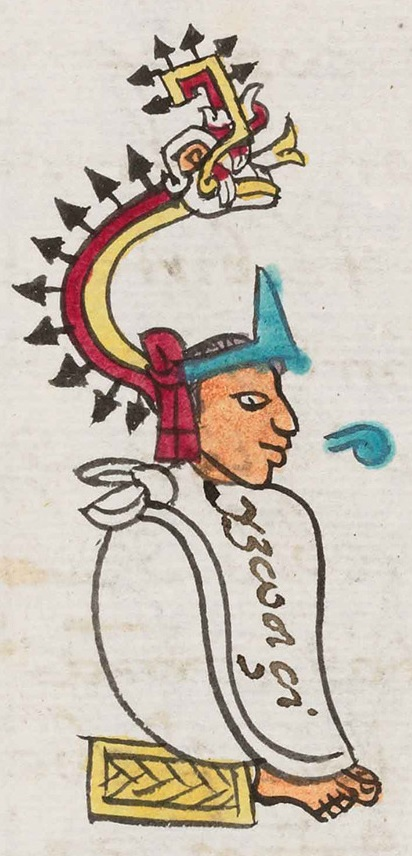
Representación del Huey tlatoani Izcoatl en el Códice Mendoza, nótese que se le muestra sentado en una especie de banca de madera.

### La primera "Silla presidencial"

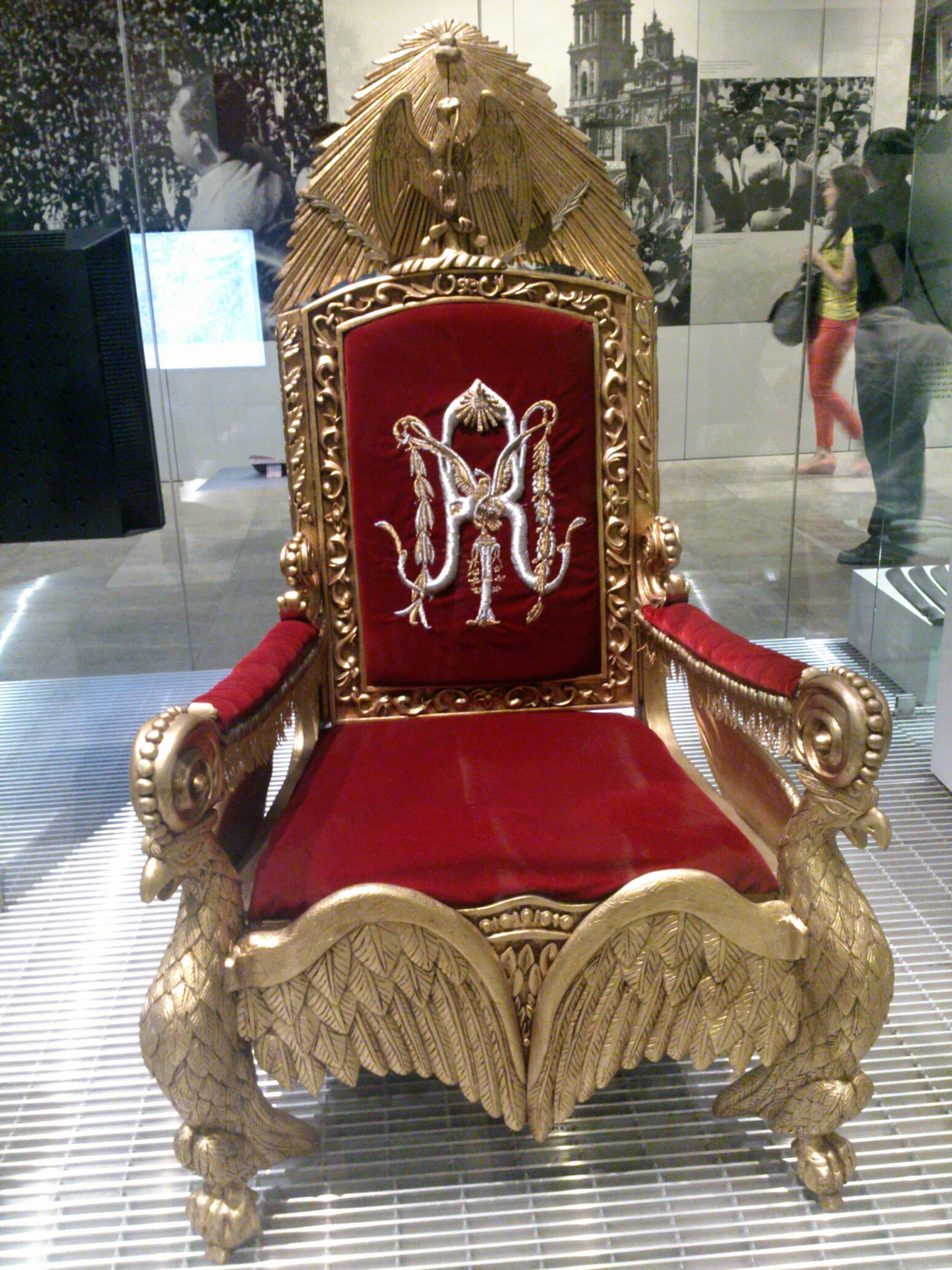
Reproducción de la primera Silla Presidencial, en el Museo de la Revolución Mexicana.

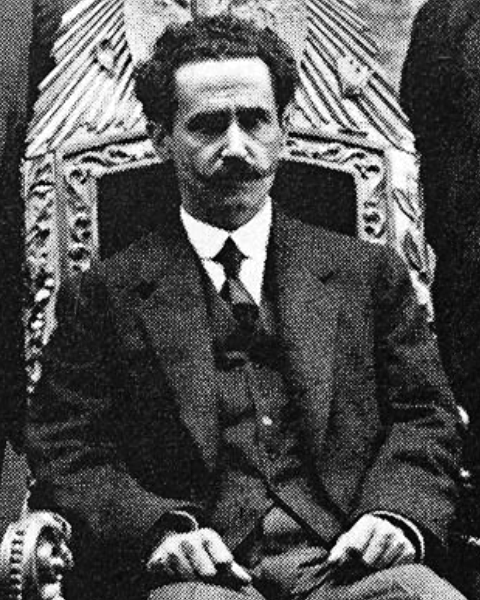
Presidente Francisco Lagos Chazaro sentado en la Primera Silla Presidencial.

Entre 1824 y 1867 no se tiene certeza de ningún mueble especialmente realizado y señalado por alguna simbología para el uso exclusivo de los múltiples presidentes de México, se sabe que existían lugares especiales donde se reservaba algún asiento para cuando tuvieran la presencia del presidente, como ocurría en la Catedral Metropolitana, la Colegiata de Guadalupe, el recinto legislativo de Palacio Nacional o el Teatro Nacional, pero no que hubieran sido hechas para ese fin en específico.
La denominada "primera silla presidencial" fue un regalo de la Escuela Nacional de Artes y Oficios (instalada en el ex-convento de San Lorenzo en la Ciudad de México) al presidente Benito Juárez. La silla era parte de un conjunto compuesto, además, por un dosel adornado con motivos prehispánicos, un cortinaje de terciopelo de dos piezas y un pendón con el águila republicana. 
Existen tres registros fotográficos de Presidentes de México que se sentaron en esta silla. El primero fue Porfirio Díaz en la ceremonia de clausura de las fiestas por el Centenario de la Independencia, en Palacio Nacional, y usando todo el conjunto del asiento. La segunda es una fotografía del presidente Francisco I. Madero. La última es con el presidente por la Convención de Aguascalientes, Francisco Lagos Cházaro, quien se tomó una foto sentado en ella rodeado de su gabinete, aunque al parecer no fue una foto oficial. Existe una más de una audiencia en el Salón de embajadores de Palacio, donde se desconoce el porque es usada por el entonces secretario de instrucción pública Justo Sierra. Fuera de esos archivos fotográficos solo aparece en pinturas y murales donde se le relaciona a Benito Juárez y Porfirio Díaz. 
La silla está tallada en madera cubierta con hoja de oro, con el respaldo y asiento de terciopelo rojo bordado con hilo de oro, en el respaldo tiene bordado el monograma "RM" (República Mexicana), lleva labrado como cabezal un águila republicana de estilo francés coronada por un gorro frigio, de donde salen rayos de sol, simbolizando la liberación de la opresión y la república; las patas de la silla están labradas en forma de águilas, unidas con alegorías de motivos prehispánicos, mientras los costados del respaldo llevan labradas hojas de laurel.
Esta primera silla permaneció en el Palacio Nacional durante los gobiernos de Benito Juárez, Sebastián Lerdo de Tejada, Juan N. Méndez, Manuel González, Porfirio Díaz, Francisco León de la Barra, Francisco I. Madero, Pedro Lascuraín, Victoriano Huerta, Francisco Carvajal y al menos hasta después de los gobiernos emanados de la Convención de Aguascalientes. 

#### Las fotos con Francisco Villa sentado

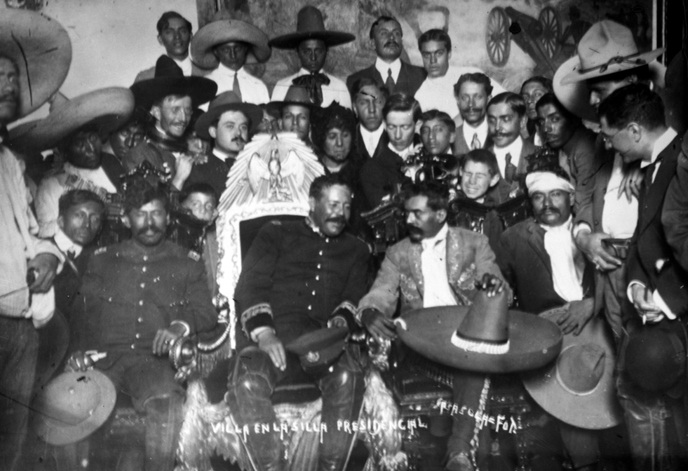
Villa y Zapata el 4 de diciembre de 1914 con la llamada Silla Presidencial.

El siguiente momento de presencia histórica del mueble, son las célebres fotos donde Francisco Villa posa sentado en ella, a su lado izquierdo está Emiliano Zapata. Esas fotos fueron tomadas días después de que las tropas zapatistas y villistas tomaron el control de la Ciudad de México, el 4 de diciembre de 1914. El anecdotario histórico dice que el general zapatista Eufemio Zapata (hermano de Emiliano), buscó la silla presidencial para quemarla, y así terminar con la maldición que tenía esta sobre la vida política de México, pero no la pudo encontrar, ya que él buscaba una silla de montar. Luego de que se la mostrara el responsable de la custodia del Palacio Nacional, este general hizo algo bastante extraño, en sus palabras decía que:

Desde que estoy aquí, vengo a ver esta silla todos los días, para irme acostumbrando. Porque afigúrense nomás: antes había creído que la silla presidencial era una silla de monta.

Todo esto fue narrado por Martín Luis Guzmán, en sus memorias.
Estos documentos pertenecen a una serie de fotos del Archivo Casasola. A la izquierda de Villa, aparece sentado el general Emiliano Zapata, mientras a su derecha está el general Tomás Urbina; alrededor de ellos, miembros de sus respectivas tropas con variados rangos. Se dice que Villa invitó a Zapata a sentarse en ella, pero este rechazó la invitación, argumentando que quien se sentaban en ella, se volvía una persona mala. En la primera fotografía ambos líderes revolucionarios están ligeramente viéndose a la cara, sin mirar a la cámara, en la segunda toma ambos dirigen la vista a esta.
La llamada "primera silla" debió ser llevada al Castillo de Chapultepec en algún momento posterior a 1915, ya que en 1940 cuando el presidente Lázaro Cárdenas del Río cambia la residencia oficial a Los Pinos y cede el Castillo de Chapultepec para hacer el Museo Nacional de Historia, el primer equipo del museo encuentra la silla arrumbada en una de las bodegas del Castillo, por lo que es recuperada y desde entonces formó parte del acervo del Museo, hasta 2018, cuando fue trasladada al Museo de Palacio Nacional, donde actualmente se exhibe.

#### Los óleos de la silla

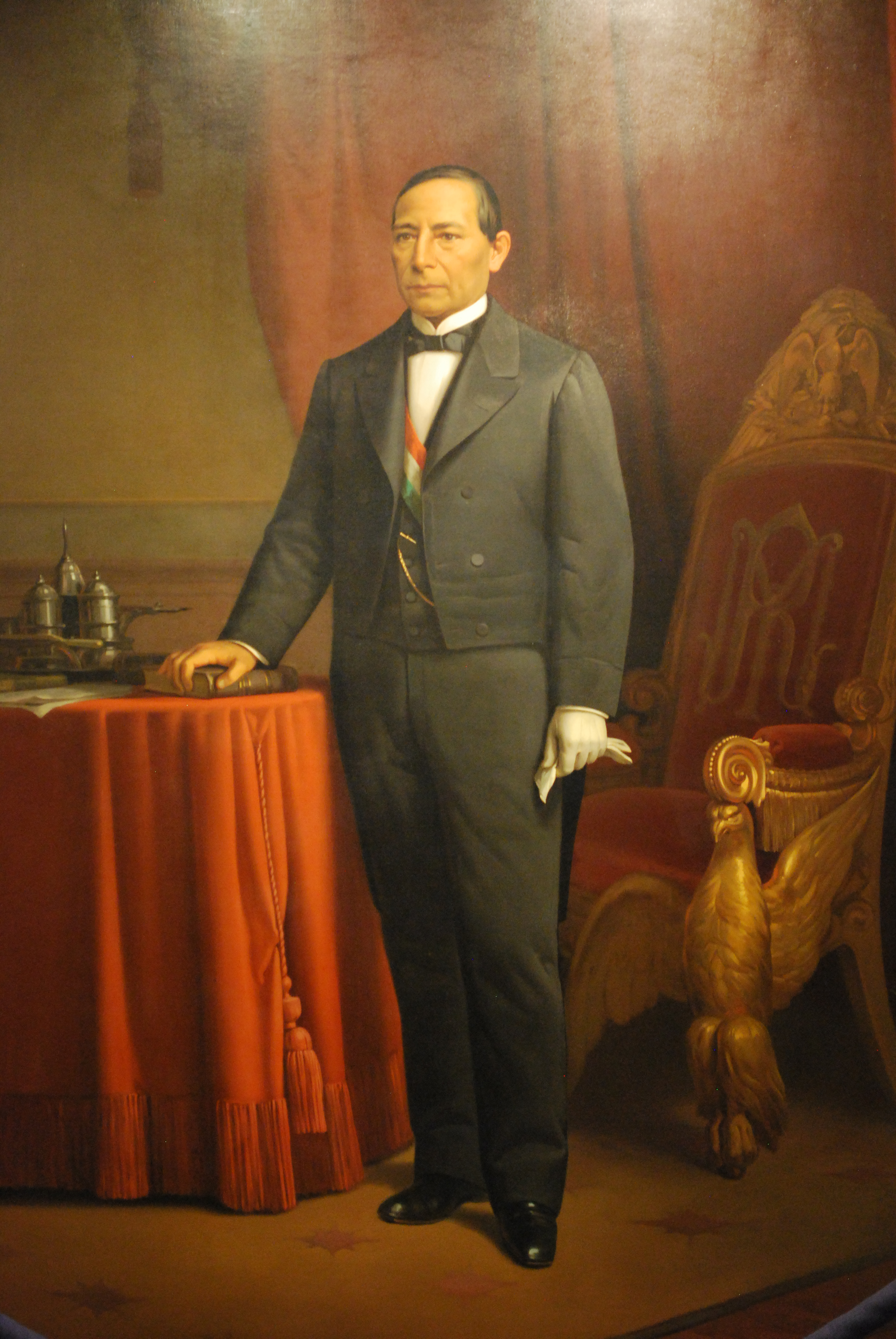
Óleo de Benito Juárez posado al lado de la silla presidencial.

En 1889 el pintor Enrique Delauney, sobre la base de una obra de 1858 del artista Tiburcio Sánchez de la Barquera, pintó un óleo que se encuentra en Palacio Nacional, donde muestra al Presidente Benito Juárez de pie, junto a la primera silla presidencial, portando la banda presidencial, con la mano derecha extendida en dirección a la Constitución de 1857 y a las Leyes de Reforma, mientras la mano izquierda sujeta un guante blanco que simboliza la limpieza de las acciones que debe tener el servidor público. Este cuadro formó parte de la decoración del Salón Juárez, en el segundo piso de la residencia oficial Lázaro Cárdenas, dentro de Los Pinos. Permaneció ahí hasta el año 2000, cuando el presidente Vicente Fox la removió, sustituyéndola por una pintura de Francisco I. Madero. Tal hecho causó indignación dentro de varios círculos políticos y, en 2001, el secretario de Gobernación Santiago Creel, sacó la obra de la bodega donde estaba guardada y la mandó colocar en el salón Adolfo Ruiz Cortines, del Palacio de Cobián, de la Secretaría de Gobernación. En 2012, los Diputados del PRI solicitaron al presidente, Enrique Peña Nieto que regresara la obra al Salón Juárez. Hoy forma parte del acervo en el recinto homenaje a Juárez en el Palacio Nacional.

#### El mural de Juan O´Gorman
Entre 1970 y 1973, el artista Juan O'Gorman pintó una obra donde aparece Porfirio Díaz sentado en la primera silla presidencial, rodeado de personajes con vestimentas características de las clase acomodada de su época, mientas, frente a él, aparece una persona vestida con ropa de clase baja, de tez morena e hincado, en una posición de suplica. Se especuló que dicha obra está basada en una fotografía pero, hasta ahora, no hay evidencia de que esta exista. Este mural es titulado El feudalismo de Porfirio Díaz, y está ubicado en sala 11 del Castillo de Chapultepec

### La segunda "Silla presidencial"

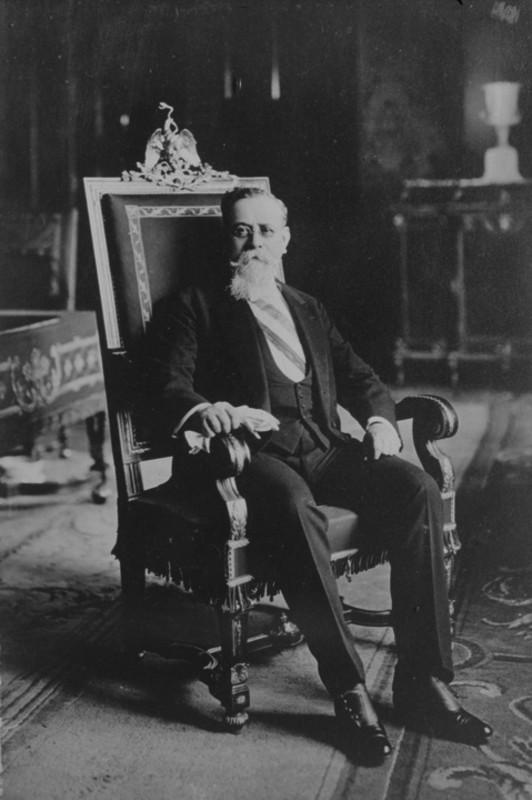
Venustiano Carranza usando la llamada "segunda silla presidencial".

Desde 1904 se sabe de otra silla, que se distingue por estar menos ornamentada que la anterior. Aunque la versión más difundida es que fue hecha por órdenes del presidente Porfirio Díaz, con motivo de la celebración del centenario de la Independencia de México, en realidad esta es parte de un juego de sillas para la mesa de juntas de 16 posiciones del Salón de Acuerdos de Palacio Nacional; estas se distinguen por llevar bordado el escudo nacional en el respaldo del lado derecho; está en esa posición porque si estuviera en el centro el ocupante taparía el escudo al sentarse y le estaría dando la espalda a la patria, aunque esta distinción no se realizó hasta el gobierno de Lázaro Cárdenas del Río. La llamada silla presidencial se distingue de las demás por llevar sobre el respaldo una talla en madera dorada del escudo nacional, en su versión de 1880-1909, y como se dijo, esta se usa y resguarda en el llamado Salón de acuerdos. El juego de mesa y sillas además tiene dos asientos que no llevan bordado el escudo. Esta silla, más sencilla que la primera, ha sido la que más se ha usado para actos y eventos protocolarios. Mide 157 centímetros de alto, por 78 centímetros de ancho, y 85 centímetros de profundidad. Está hecha de madera de palisandro y su fondo está elaborado de un paño verde, con bordados en tonos oro blanco y amarillo.
De esta segunda silla se sabe que ha sido varias veces retapizada para cambiar el escudo nacional que lleva bordado en el respaldo, junto con las otras del salón de acuerdos. En buena parte su historia se le conoce por las fotos oficiales que la mayoría de los presidentes se han tomado desde 1917, por lo que hoy es la que popularmente se conoce como Silla Presidencial, aunque de hecho no lo es oficialmente.

## Las otras sillas
A la par de las dos sillas descritas, entre el mobiliario del área protocolaria de la presidencia en Palacio Nacional, existen al menos siete muebles señalados por escudos nacionales para el uso exclusivo del Presidente de la República. A ellas se añaden dos sillas en las dos salas de reuniones habilitadas, a partir de 2019, en las áreas de trabajo de la presidencia, traídas del mobiliario desocupado de «Los Pinos».

### Salón Juárez
En el Salón Juárez hay dos sillas con un escudo nacional, estas son simples, en madera negra con tapizado dorado y dos águilas mexicanas en el cabezal, posadas sobre lo que parece una rosa de los vientos tallada sobre el respaldo de cada una.

### Salón embajadores
En el espacio de Palacio Nacional dedicado a la recepción de cartas credenciales oficiales del cuerpo diplomático extranjero, entre el conjunto de sillas de madera negra de nogal, tapiz verde brocado, patas torneadas y bordes de águilas imperiales, destaca una cuyo respaldo es ligeramente más alto y es el único decorado en la punta con una talla en relieve del escudo nacional en tono dorado, siendo esta la que usa el primer mandatario en las mencionadas ceremonias.

### Salón Azul
En este salón hay una especie de sofá de dos plazas tapizado en tela gris que durante muchos años llevó un escudo en su respaldo y que se distingue por ser el único con esa forma en todo el juego de muebles del salón. Este sillón al parecer fue hecho en la primera mitad del siglo XIX, y por algunas fotos tomadas durante la revolución donde se ve un escudo muy similar al primer escudo nacional usado entre 1824 y 1846, se cree relacionado con el reinado de Agustín de Iturbide o al menos de los primeros regímenes republicanos, por lo que podría ser la verdadera primera silla presidencial; por su amplitud se considera que sería ideal para usar con el vestuario propio del primer emperador mexicano.

### Salón Verde
En este salón hubo una silla elaborada en madera de nogal con adornos dorados, tapizada en tela verde grisácea, adornada en la parte alta del respaldo con una talla alta que la distingue del resto del mobiliario del salón, lleva un escudo nacional pintado al óleo; al parecer esta silla fue hecha a finales de la segunda década del siglo XX, dadas las características del mencionado escudo en el mueble (el diseño usado entre 1917 y 1934). La silla actualmente se exhibe en la "Casa Lázaro Cárdenas" en el Complejo cultural "Los Pinos".

### Comedor
En el comedor del Palacio Nacional existe una silla especialmente construida para el presidente, de madera recubierta con hoja de oro, marco en el respaldo y sobre este una talla del escudo nacional, está tapizado en tela de terciopelo rojo con bordados en seda del mismo color.

### Despacho presidencial
En el despacho presidencial está ubicada la silla del escritorio presidencial, es la de más reciente hechura (durante la década de 2010); es una silla ejecutiva de estilo clásico, con un respaldo alto y un asiento amplio. El tapizado es de cuero sintético de color vino, con costuras y remaches de bronce; el respaldo tiene sobre si una talla metálica del escudo nacional en relieve y tonos dorados, con los detalles de la serpiente, el águila y el nopal; al ser la más reciente, es la única con el actual diseño del escudo nacional; los apoyabrazos son de madera barnizada, con un diseño curvo y elegante; la base es de metal cromado, con cinco ruedas giratorias que facilitan el movimiento. La altura de la silla se puede ajustar mediante una palanca situada debajo del asiento. 
Esta remplazó a una hecha durante la remodelación del Palacio Nacional en la década de los veinte, que tiene sobre el respaldo una talla del escudo nacional, está tapizada con cuero bovino negro asegurado por remaches de bronce y fue colocada en el mismo despacho, encabezando una pequeña mesa de juntas ahí ubicada.

### Salones David Cabrera e Ignacio Zaragoza
Estos salones localizados en el primer nivel, dentro del cuadrante que corresponde a las áreas presidenciales, fueron habilitados como salas de juntas con mobiliario desocupado de Los Pinos; entre los muebles se encontraban dos sillas ejecutivas de madera, con tapizado capitoné de cuero negro, en ambas, el marco de madera en el respaldo está rematado con un escudo nacional dentro de un círculo. En el caso de la sala Cabrera, el escudo es una talla metálica en tonos dorados; en tanto el de la silla en la sala Zaragoza es un altorrelieve de madera.